# 山川琴美
山川琴美（日语：山川 琴美，3月12日—），日本女性配音員。出身於北海道。A型血。

## 人物
以前經歷賢Production、元氣Project、自由職業，2009年4月1日起現在是東京俳優生活協同組合所屬。
音域：次女高音。在「Passion！」的樂團現場演出時擔任主唱（當中組員包括豬口有佳等人）。並與同行岩村琴美組成聲優組合一起在廣播節目擔任主持人。
興趣：氣球藝術創作、打籃球、跳繩。其中跳繩是每天必要做的運動。
曾是樂天企業的職員，哥哥為作家山川進。

## 演出作品

### 電視動畫
年份不明
- THE RAID MEMORY（櫻廼搾）

2001年
- 幻影天使（書記）

2002年
- 機動戰士GUNDAM SEED

2003年
- GAD GUARD（瑪莉）
- 人生交叉點（新米刑務官）

2004年
- BECK（益岡弘美）

2005年
- 出雲戰記（北河麻衣）
- 增血鬼果林（女性）
- 高機動交響曲GPO（藏野瑞穗）
- 機動新撰組 萌之劍TV（貓又）
- 天國之吻（中山）
- 血戰（索羅門的助手）
- 魔法老師！（和泉亞子）

2006年
- 魔女之刃（里見）
- 冬季花園（女子店員B）
- 魔法老師!?（和泉亞子、麻帆學園的女學生B）[注 1]
- 完美小姐進化論♥（女學生）

2007年
- 灼眼的夏娜II（“虺蜴之帥”韋拉）
- 零之使魔 ～雙月的騎士～（嘉德麗雅·伊維特·露·布朗·杜·拉·瓦利埃爾）

2008年
- 零之使魔 ～三美姬的輪舞～（嘉德麗雅·伊維特·露布朗·杜·拉·瓦利埃爾、女學生C（シーコ）、女學生）
- 魔法使的條件 ～夏日天空～（權田紫苑、阿部遙、哥哥、女高中生、女性、女性播報員、女子A）

2009年
- 肯普法（山川涼花／觀眾B）
- 咲-Saki-（上柿惠）
- 大正野球娘。（女子B）

2010年
- K-ON!! 輕音部（新娘〈美穗子〉）

2011年
- 肯普法für die Liebe（山川涼花）
- 日常（電視劇中的女性）
- 魔劍姬！（老師）
- 食夢者瑪莉（由美）

2012年
- 櫻花莊的寵物女孩（顧客1）
- 零之使魔F（シーコ）
- 惡魔高校D×D（尤貝露娜）
- Little Busters!（伊藤）

2013年
- 琴浦小姐（小學的老師、妖怪）
- 櫻花莊的寵物女孩（女子A、售貨員）
- 變態王子與不笑貓（女學生B）

2014年
- SHIROBAKO（瀨川美里、戀洼警部、廣告的說話聲）
- selector infected WIXOSS（植村一衣的母親）

2015年
- 俺物語!!（磯野海月）

2017年
- 悠久持有者！ ～魔法老師！2～（和泉亞子[2]）

### OVA
2006年
- 魔法老師!? 春、夏卷（和泉亞子）

2008年
- 零之使魔 ～三美姬的輪舞～（女學生B）
- ToHeart2ad Vol.2（河野晴美）
- 魔法老師！～白色之翼 ALA ALBA～（和泉亞子）

2009年
- ToHeart2 adplus Vol. 1、2（河野晴美）
- 魔法老師！～另一個世界～（和泉亞子）

2010年
- ToHeart2 adnext Vol. 1、2（河野晴美）

2011年
- 奈奈與薰的SM日記（老師）

### 電影動畫
2003年
- 茄子安達魯西亞之夏（日语：茄子 アンダルシアの夏）（女子B）

2011年
- 劇場版 魔法老師 ANIME FINAL（和泉亞子）

2018年
- 中二病也想談戀愛！-Take On Me-（老師）

2020年
- 劇場版 SHIROBAKO（瀨川美里[3]、試鏡聲優D、的男孩子B[4]）

### 遊戲
年份不詳
- THE RAID MEMORY 騎士之證（櫻廼搾）
- THE RAID MEMORY 蒼穹與葵之玉（欄廼搾）
- THE RAID MEMORY DS 對戰迷你遊戲 問答耶！是誤會？還是惡作劇!?（欄廼搾）
- ROTS（女子F）

2004年
- 幻想水滸傳IV（日语：幻想水滸伝IV）（芙蕾雅）

2005年
- 魔法老師！第1堂課：這個小孩子老師是魔法使！（和泉亞子）
- 魔法老師！第2堂課：戰鬥吧少女們！麻帆良大運動會特輯！（和泉亞子）
- Rhapsodia（日语：Rhapsodia）（芙蕾雅）

2006年
- 高機動交響曲GPO 青之章 ～將信送到光之海～（藏野瑞穗）
- 幻想水滸傳V（日语：幻想水滸伝V）（伯爾納德·伊根、尼芙薩拉、布偶版的芙蕾雅）
- 魔法老師!? 第3堂課：戀愛和魔法和世界樹傳說（和泉亞子）
- 魔法老師!? 超麻帆良大戰（和泉亞子）
- 魔法老師！課外活動：少女們心動的海灘風情（和泉亞子）

2007年
- 魔法老師!? 夢幻戰略：做夢的少女是公主（和泉亞子）
- 魔法老師!? 超麻帆良大戰2 CHECK IN 溫泉全員集合！（和泉亞子）
- 魔法老師!? 新契約對戰（和泉亞子）

2008年
- 零之使魔 迷子的終止符與幾千交響曲（嘉德麗雅·伊維特·露·布朗·杜·拉·瓦利埃爾）

2009年
- 乳臭未乾英雄譚 ～太陽和月亮的故事～（日语：なりそこない英雄譚〜太陽と月の物語〜）（提莉斯）

2011年
- ToHeart2 迷宮旅人（日语：ToHeart2 ダンジョントラベラーズ）（河野晴美）
- ToHeart2 DX PLUS（河野晴美）

2012年
- 櫻花戰獄 攜帶版（上杉謙信[5]）
- PACHISLOT ToHeart2（河野晴美[6]）
- WHITE ALBUM2 幸福的彼端（鈴木）

2014年
- ToHeart 心動派對（河野晴美）
- 惡魔高校D×D NEW FIGHT（尤貝露娜[7]）

2015年
- BraveSword×BlazeSoul（日语：ブレイブソード×ブレイズソウル）[8]
- 皇家桐花順英雄（布莉姬·海斯）

2016年
- 式神物語 ～中二病JK，拯救世界吧～（居酒屋鶴子[9]）

2018年
- 御城收藏:RE（日语：御城プロジェクト）（川越城[10]）

### 廣播劇CD
- 廣播劇CD THE IDOLM@STER New STAGE Vol.1（學生）
- 奈奈與薰的SM日記（川上老師）
- 夢幻遊戲 玄武開傳（露迪）
- 空撃少女（千歲綾乃）
- 魔法老師系列
- 廣播劇CD 勇星戰隊☆（[11]）[注 2]
- TIARA！（日语：ティアラ!） 名作劇場 附錄廣播劇CD 愛麗絲夢遊仙境（山鼠）

### 外語配音

#### 電影
- 尋找聖誕老人（英语：Desperately Seeking Santa）

#### 電視影集
- CSI犯罪現場：邁阿密 (第8季)

#### 動畫
- 新蝙蝠俠3（蝙蝠女孩／芭芭拉·戈頓）
- 少年正義聯盟（蝙蝠女孩／芭芭拉·戈頓）

### 廣播
- Dual Edge Station ～德間頻率～（2008年2月26日終了，animateTV（日语：アニメイトタイムズ））
- 山川琴美與岡崎瑞生的No Plan放送局總是有辦法廣播！簡稱…總廣[永久]（2008年11月11日－，X-Fade Web Radio）
- 來栖川重工贈品 女僕機器人3姊妹的廣播節目開始了（日语：来栖川重工プレゼンツ メイドロボ3姉妹 ラジオはじめました）（2009年9月7日－2010年4月5日，安利美特TV）
- （2010年8月28日終了，廣播NIKKEI）
- →（2010年8月9日－）

### 柏青哥遊戲
- CR魔法老師！（2017年，和泉亞子[12]）

### 其它
- SEEKERS -黎明時歌頌的譚詩曲-（櫻井夕奈）
- SEEKERS -和煦陽光下入眠的搖籃曲-（櫻井夕奈）
- 魔法老師 麻帆良學園中等部2-A：各種特典DVD（和泉亞子）
- 魔法老師 FUN DISC ～麻帆良祭～（和泉亞子）
- 電影『ROOKIES -卒業-』（觀眾Extra (一般公開招募)）
- 為了忙碌人們的幻想郷系列（蕾米莉亞·斯卡雷特）

## 音樂作品

### 角色歌曲
| 發行日期 | 標題                                                  | 名義                                                                             | 曲名                                              | 備註                                            |
| 2004年   | 2004年                                                | 2004年                                                                           | 2004年                                            | 2004年                                          |
| -------- | ----------------------------------------------------- | -------------------------------------------------------------------------------- | ------------------------------------------------- | ----------------------------------------------- |
| 5月1日   | 出席號碼之歌                                          | 麻帆良學園中等部2-A                                                              | 「出席番」                                        | 電視動畫《魔法老師！》角色歌曲                  |
| 6月23日  | 魔法老師 班級聲優系列 9月：運動社友好4人組            | 運動社友好4人組                                                                  | 「GLOW WILD」 「GLOW WILD（Remix ver.）」         | 電視動畫《魔法老師！》角色歌曲                  |
| 2005年   |                                                       |                                                                                  |                                                   |                                                 |
| 2月16日  | Happy☆Material 1月度：Original Version                | 麻帆良學園中等部2-A                                                              | 「」                                              | 電視動畫《魔法老師！》片頭主題曲                |
| 3月9日   | 麻帆良學園中等部2-A：音樂課程〈主要出席號碼之歌〉     | 麻帆良學園中等部2-A                                                              | 「」                                              | 電視動畫《魔法老師！》相關歌曲                  |
| 8月3日   | Happy☆Material 31人ver.／給輝煌的你～Peace            | 「」                                                                             | 電視動畫《魔法老師！》片頭主題曲                  |                                                 |
| 8月3日   | Happy☆Material 31人ver.／給輝煌的你～Peace            | 麻帆良學園中等部2-A                                                              | 「」                                              | 電視動畫《魔法老師！》片尾主題曲                |
| 2007年   |                                                       |                                                                                  |                                                   |                                                 |
| 1月24日  | 魔法老師!? 1000%BOX                                   | 石裕奈（木村圓）、和泉亞子（山川琴美）、春日美空（板東愛）、大河內晶（淺倉杏美） | 「1000%SPARKING！」                               | 電視動畫《魔法老師!?》片頭主題曲                |
| 1月24日  | 魔法老師!? 1000%BOX                                   | 石裕奈（木村圓）、和泉亞子（山川琴美）、春日美空（板東愛）、大河內晶（淺倉杏美） | 「A-LY-YA！」                                     | 電視動畫《魔法老師!?》片尾主題曲                |
| 1月24日  | 魔法老師!? 1000%BOX                                   | 石裕奈（木村圓）、和泉亞子（山川琴美）、春日美空（板東愛）、大河內晶（淺倉杏美） | 「」                                              | 電視動畫《魔法老師!?》相關歌曲                  |
| 1月24日  | 魔法老師!? 1000%BOX                                   | 麻帆良學園中等部3-A+涅吉·史普林菲爾德                                            | 「1000%SPARKING！」 「A-LY-YA！」                 | 電視動畫《魔法老師!?》相關歌曲                  |
| 3月7日   | 魔法老師!? 歌唱之CD（2）                              | 運動社友好4人組                                                                  | 「infinty Love 2U」                               | 電視動畫《魔法老師!?》相關歌曲                  |
| 9月26日  | 魔法老師!? 精選專輯                                   | 運動社友好4人組                                                                  | 「infinty Love 2U」                               | 電視動畫《魔法老師!?》相關歌曲                  |
| 9月26日  | 魔法老師!? 精選專輯                                   | 麻帆良學園中等部3-A+涅吉·史普林菲爾德                                            | 「Hello Again」                                   | 電視動畫《魔法老師!?》相關歌曲                  |
| 2008年   |                                                       |                                                                                  |                                                   |                                                 |
| 8月27日  | Happy☆Material Return                                 | 麻帆良學園中等部3-A                                                              | 「」                                              | OVA《魔法老師！ ～白之翼 ALA ALBA～》片頭主題曲 |
| 8月27日  | Happy☆Material Return                                 | 麻帆良學園中等部3-A                                                              | 「」                                              | OVA《魔法老師！ ～白之翼 ALA ALBA～》片尾主題曲 |
| 8月27日  | Happy☆Material Return                                 | 麻帆良學園中等部3-A                                                              | 「A-LY-YA！」                                     | 電視動畫《魔法老師!?》相關歌曲                  |
| 2011年   |                                                       |                                                                                  |                                                   |                                                 |
| 8月24日  |                                                       | 涅吉·史普林菲爾德&麻帆良學園中等部3-A                                            | 「」                                              | 電影動畫《劇場版 魔法老師！ ANIME FINAL》主題歌 |
| 2017年   |                                                       |                                                                                  |                                                   |                                                 |
| 6月28日  | 魔法老師！ Complete BOX I 特典CD「Complete CD I」     | 麻帆良學園中等部2-A                                                              | 「」                                              | 電視動畫《魔法老師！》相關歌曲                  |
| 6月28日  | 魔法老師！ Complete BOX I 特典CD「Complete CD I」     | 麻帆良學園中等部2-A                                                              | 「」 「輝」 「」 「」                             | 電視動畫《魔法老師！》相關歌曲                  |
| 6月28日  | 魔法老師！ Complete BOX I 特典CD「Complete CD I」     | 運動社友好4人組                                                                  | 「GLOW WILD」                                     | 電視動畫《魔法老師！》相關歌曲                  |
| 8月9日   | 魔法老師！ Complete BOX I 特典CD「Complete CD II」    | 石裕奈（木村圓）、和泉亞子（山川琴美）、春日美空（板東愛）、大河內晶（淺倉杏美） | 「1000%SPARKING！」 「A-LY-YA！」                 | 電視動畫《魔法老師!?》相關歌曲                  |
| 8月9日   | 魔法老師！ Complete BOX I 特典CD「Complete CD II」    | 麻帆良學園中等部3-A+涅吉·史普林菲爾德                                            | 「1000%SPARKING！」 「A-LY-YA！」 「Hello Again」 | 電視動畫《魔法老師!?》相關歌曲                  |
| 8月9日   | 魔法老師！ Complete BOX I 特典CD「Complete CD II」    | 運動社友好4人組                                                                  | 「Infinity Love 2U」                              | 電視動畫《魔法老師!?》相關歌曲                  |
| 9月20日  | 魔法老師！ Complete BOX III 特典CD「Complete CD III」 | 麻帆良學園中等部3-A                                                              | 「」 「」                                         | OVA《魔法老師！ ～白之翼 ALA ALBA～》相關歌曲   |
| 9月20日  | 魔法老師！ Complete BOX III 特典CD「Complete CD III」 | 涅吉·史普林菲爾德&麻帆良學園中等部3-A                                            | 「」                                              | 電影動畫《劇場版 魔法老師！ ANIME FINAL》主題歌 |

## 腳註

## 外部連結
- 東京俳優生活協同組合公式官網的聲優簡介 （日語）
- （日語）（由山川琴美本人公認的後援會網站）
- 山川琴美的a sensational days!? （日語）－山川琴美的官方個人網站。
- 山川琴美的X（前Twitter） （日語）